# Corallis
Corallis is een monotypisch geslacht van kevers uit de familie van de kortschildkevers (Staphylinidae).

## Soort
- Corallis polyporum Fauvel, 1878